# Four Seasons Abu Dhabi
Le Four Seasons Abu Dhabi est un gratte-ciel en construction à Abou Dabi. Il devrait être achevé en 2016.